# 令和5年台風第2号
令和5年台風第2号（れいわ5ねんたいふうだい2ごう）は、2023年5月に発生した台風である。国際名は「Mawar」。日本列島に接近し、各地に線状降水帯が発生したことで大雨が降った。

## 概要

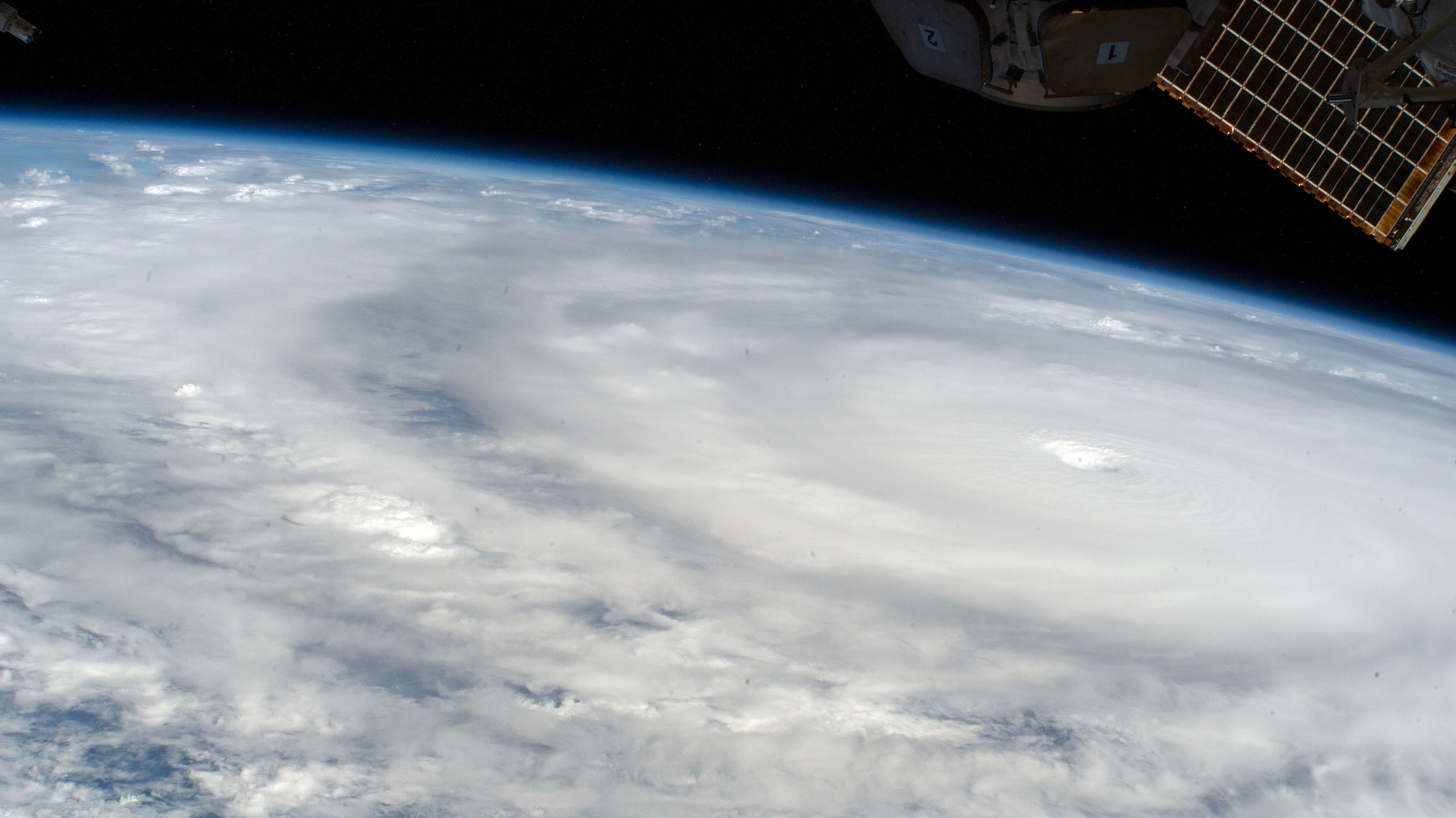
5月23日に国際宇宙ステーションから撮影された台風2号

台風2号は2023年5月20日15時にグアムの南東で発生した台風である。台風は発生後しばらく北上したが、グアム島近海でほぼ停滞。その後しばらく西進し、26日には中心気圧が905hPaまで低下。最大風速60m/s(115kt)の猛烈な勢力となった。中心気圧905hPaは、5月の台風としては昭和46年台風第5号以来、過去2番目の勢力となっている。
その後フィリピンの東に至ると、北寄りに進路を転向。宮古島のすぐ東を通過し、6月3日15時に伊豆諸島付近で温帯低気圧に変わった。台風としての寿命は14日0時間であり、統計開始史上11番目の寿命の長さとなった。
なお、台風が梅雨前線に熱帯由来の湿った空気を長時間送り続けた結果、29日には九州北部・四国・中国・近畿・東海地方が、30日には九州南部が梅雨入りした。中でも近畿・東海地方では平年より8日早い梅雨入りとなった。
また、台風は5月26日にフィリピン責任地域（PAR）に入っており、フィリピン大気地球物理天文局（PAGASA）はフィリピン名「ベティ（Betty）」を付与している。

## 進路・状態等の経過

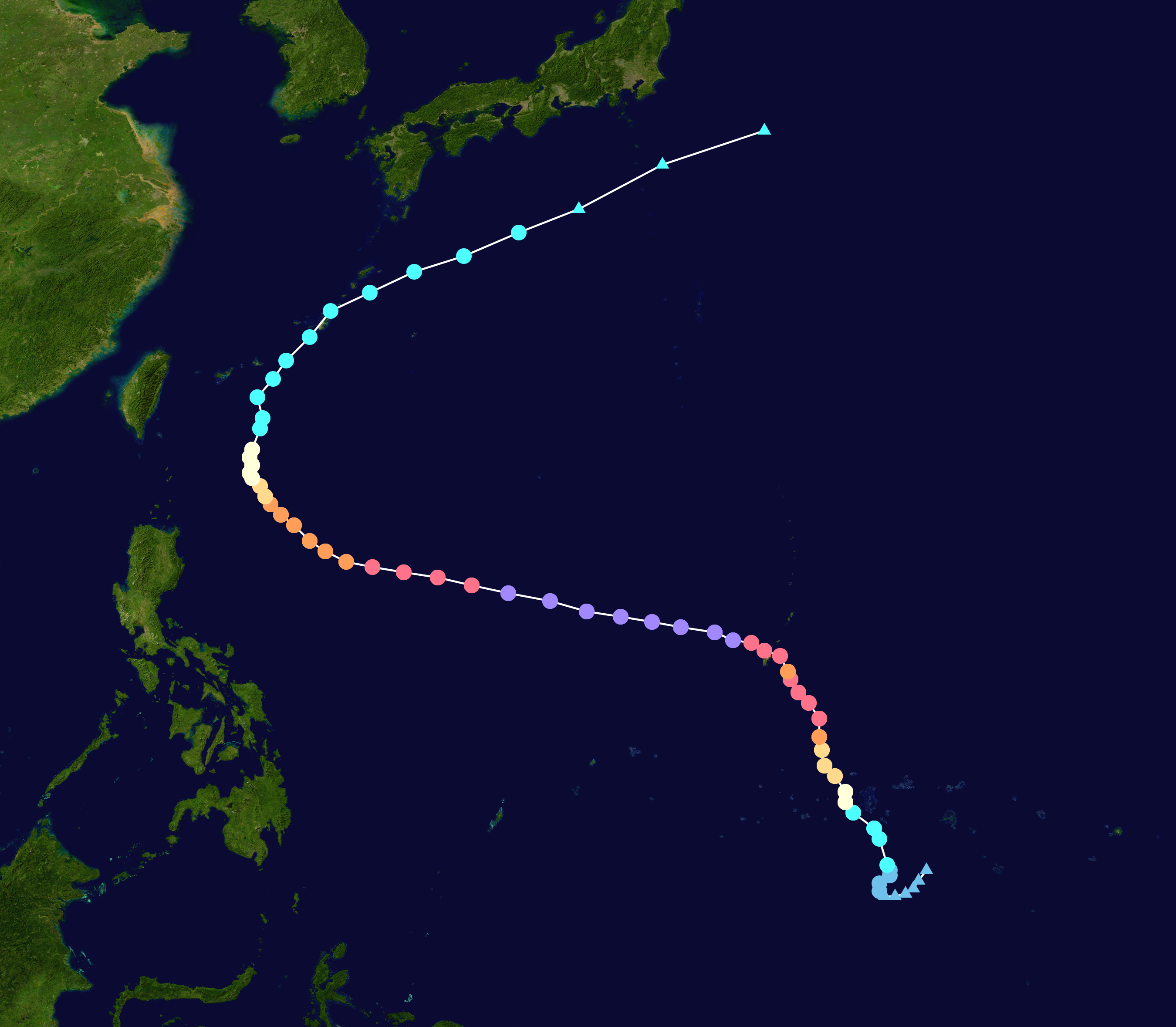
台風の進路図

5月17日にグアムの南東で低圧部が発生。19日21時になると同海域で熱帯低気圧となった。
気象庁はこの熱帯低気圧が24時間以内に台風に発達する恐れがあると発表した。
JTWCは、20日9時に熱帯低気圧とし、02Wを付番した。
20日15時に、カロリン諸島（北緯6.6度、東経148.9度）で台風2号となった。発生当初は北上する予報だった。
北上するとともに発達し、21日15時には暴風域が発生。翌日3時には強い勢力になった。22日15時から23日15時にかけては、中心気圧を40hPa下げ935hPaとなり、非常に強い勢力となった。
22日頃からはグアム島の一部で停電が発生し、22日夜～23日にかけては太平洋高気圧の張り出しが予想以上に強かったことから、ほぼ停滞。その後ゆっくりと西に進み、24日には非常に強い勢力で島を通過した。その際、島内では最大瞬間風速76~83m/sを記録したとされているが、風速計が破壊されたため正式な記録ではない 。報道によれば、台風の強さは「シンプソン・スケールでカテゴリー5相当」とされている。
台風はその後も発達を続け、26日には中心気圧905hPa、最大風速60m/sとなり、最盛期を迎えた。台風の勢力は5月26日がピークとなり、翌27日には衰退し始め、27日9時には非常に強い勢力となった。台風の勢力は弱まったものの、強風域が広がり、同日15時には大型の台風となった。
その後も勢力を弱め、29日18時には強い勢力にまで弱まった。
6月1日3時には強い勢力ではなくなり、同日15時には暴風域が消滅した。同日、政府は官邸危機管理センターに情報連絡室を設置し、谷公一防災担当大臣の下で関係省庁災害対策会議を開催した。
気象庁は、高知、和歌山、奈良、三重、愛知、静岡県で線状降水帯が発生したと発表している。線状降水帯が連続して6県で発生するのは初めてのことである。また、和歌山県湯浅町では1時間降水量83.5mmを観測し、観測史上最高を更新した。海水温が低かったために雨雲は大きく発達せず記録的短時間大雨情報や特別警報の発表は行われなかった。
その後台風はスピードを上げて、3日15時に伊豆諸島近海（北緯32.0度、東経141.0度）で温帯低気圧になった。
なお気象庁の事後解析では、最低気圧が905hPaから900hPaへと上方修正され、温帯低気圧になった時刻が6時間早まって3日9時に修正された。

## 被害

### 日本
政府は、梅雨前線による大雨を含めた台風2号の被害について、6月7日までに茨城県取手市、埼玉県草加市・越谷市・松伏町、静岡県磐田市、和歌山県海南市の5市1町に災害救助法の適用を決定した。
| 人的被害   | 人的被害   | 人的被害 | 住家被害 | 住家被害 |
| ---------- | ---------- | -------- | -------- | -------- |
| 死者       | 死者       | 7人      | 全壊     | 24棟     |
| 行方不明者 | 行方不明者 | 2人      | 半壊     | 509棟    |
| 負傷者     | 重傷       | 5人      | 一部破損 | 121棟    |
| 負傷者     | 軽傷       | 44人     | 床上浸水 | 2,379棟  |
| 負傷者     | 程度不明   |          | 床下浸水 | 7,243棟  |
| 合計       | 合計       | 58人     | 合計     | 10,276棟 |

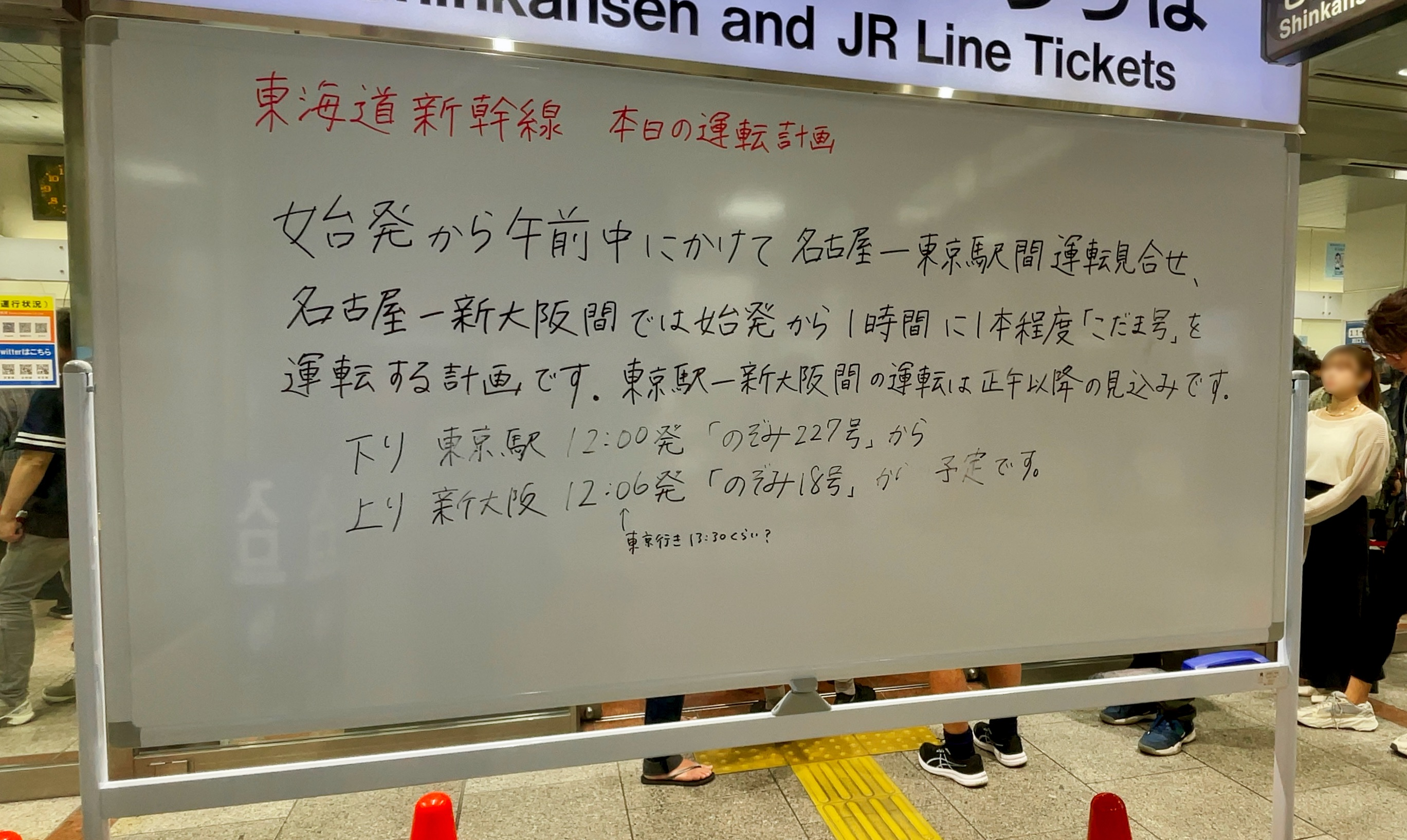
新幹線の運行案内

前線による大雨の影響でJR東海は、東海道新幹線を上下線ともに東京駅から新大阪駅の間で運転を見合わせた。
日本航空は、計117便の欠航を決めており、約9000人に影響が出た。
JR西日本は、大雨の予報により大糸線の南小谷駅～糸魚川駅間と、小浜線の敦賀駅～東舞鶴駅間、城端線の高岡駅～城端駅間、氷見線の高岡駅～氷見駅間、越美北線の福井駅～九頭竜湖駅間、高山本線の猪谷駅～富山駅間、舞鶴線の西舞鶴駅～東舞鶴駅間、姫新線の佐用駅～新見駅間、因美線の智頭駅～津山駅間、伯備線の新見駅～上石見駅間、芸備線の新見駅～備後落合駅間で6月2日分の運転を取りやめた。
JR東日本は、常磐線特急列車の品川駅～取手駅間と普通列車の品川駅～勝田駅間で運行本数を大幅に減らしたが、この影響により特急の上下52本に遅れと運休が出た。水郡線の常陸大宮駅～常陸大子駅間で3日始発から11:30頃まで運転を見合わせ。鹿島線は3日始発から昼まで運転を取りやめた。
中国・四国地方
高知県土佐清水市では24時間積算雨量が400mmを超えた。幡多郡黒潮町では土佐くろしお鉄道中村線が土砂災害で脱線したが、10日始発から運転を再開した。
関西地方
和歌山県海南市は、増水により日方川・加茂川流域、亀の川流域、貴志川流域にそれぞれ緊急安全確保を発令した。また、国道370号と国道424号が通行止になった。和歌山線の高田駅～和歌山駅間、南海高野線の高野下駅～極楽橋駅間は、終日運休になり、和歌山線は復旧に9日間かかった。70代の男女は、真国川の氾濫により行方不明になった。かつらぎ町では、台風による大雨被害の復旧作業をしていた男性1名が、土砂崩れに巻き込まれた。その後、心肺停止の状態で救助されたが、死亡が確認された。
奈良県では奈良盆地西部の生駒郡や北葛城郡で浸水被害が出た。
近鉄吉野線の吉野口駅～吉野駅間が土砂災害で運休になり、国道168号は五條市で土砂が崩落し通行止になった。奈良県内では国道25号が一部区間で通行止になった。
東海・甲信地方
三重県では県内初となる線状降水帯発生情報が発表された。県南部の国道42号・国道311号・国道425号が一時通行止になったほか、岐阜県瑞浪市釜戸町では県道が崩落した。
愛知県豊橋市は、豊川・梅田川・柳生川が越水しているとして、市内に緊急安全確保を発令した。市内では、水没した車に乗っていた男性が、心肺停止の状態で見つかり、病院に搬送された。。豊橋市に隣接する豊川市では国道1号や国道151号が冠水し、沿道の総合病院も1階部分が浸水被害にあった。
静岡県浜松市では土砂崩れが発生し、1名が死亡した。
関東地方
埼玉県では東南部の春日部市・越谷市で浸水被害が発生。さいたま市では、浸水した国道463号が通行止になった。
茨城県では、取手市の住宅街で600棟近くが床上床下浸水し、道路も冠水した。龍ケ崎市の牛久沼が85年ぶりに越水し、牛久沼付近を中心に床上浸水が3件、床下浸水が21件発生した。この越水に対して、茨城県などが管理する水門（八間堰）が工事により矢板で水をせき止めていたり、国が設置する水位計の表示に不具合が生じたりしたことが明らかになった。鉾田市では、巴川流域の広い範囲で冠水。この影響で巴川周辺で軽自動車2台が流され、2名が救助された。また、同市内の県道で斜面が崩れ、土砂が県道を超えて付近の乗用車2台が被害に遭った。鹿島臨海鉄道大洗鹿島線はJR鹿島線と合わせて3日始発から昼まで運転取りやめとなった。

### グアム

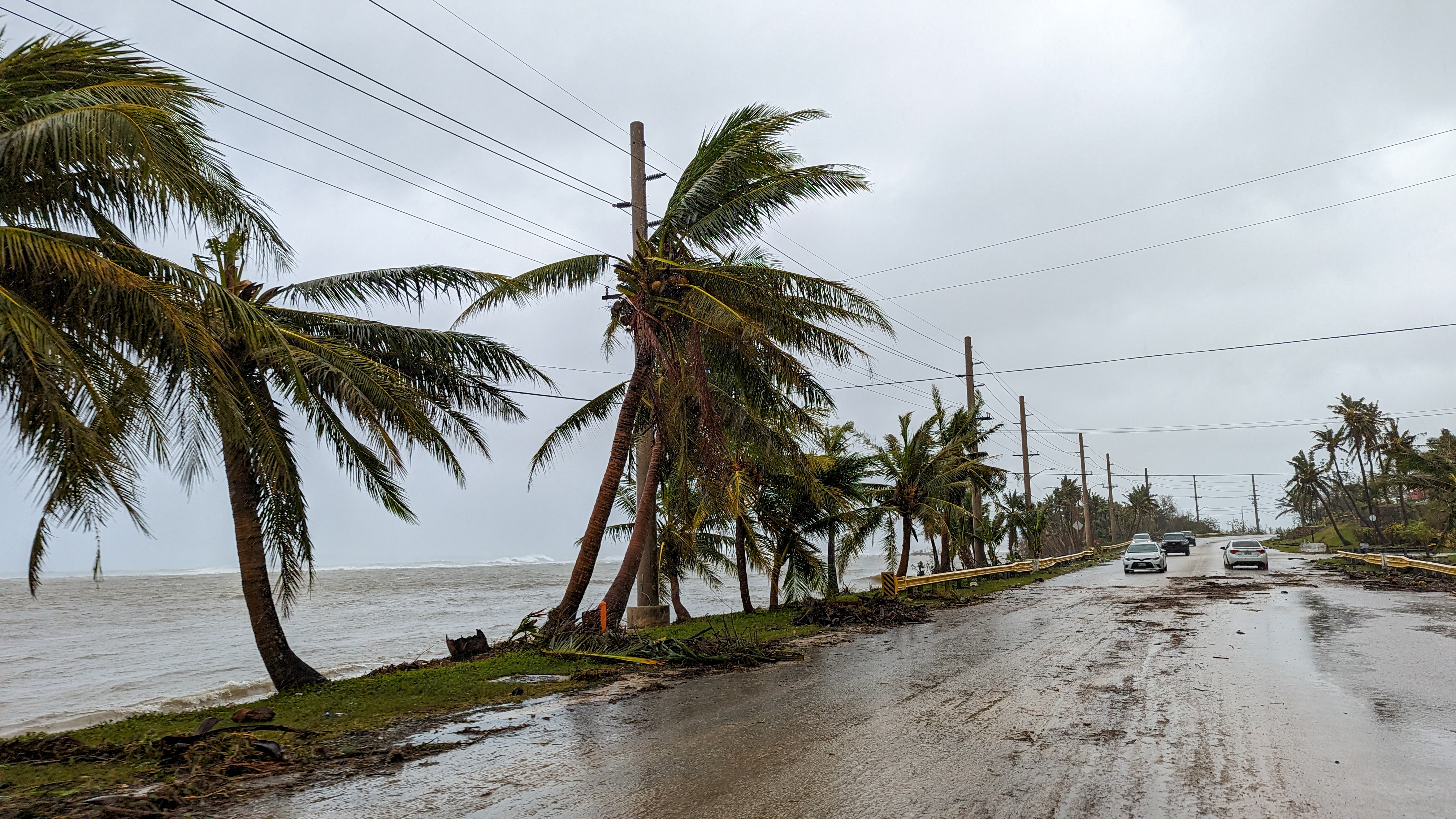
暴風によって倒された木々

グアムに被害を与えた台風としては過去 20 年間で最も強いものであった。現地では一時外出禁止令が出された。大雨により、住宅の浸水の被害が報告された。
暴風の中泳ぎに出かけた18歳の少年と男性のうち、18歳の少年が高波にさらわれ行方不明となった。また、16歳から19歳の少年6人が高波にさらわれ、うち3人が自力で岸に戻り、1人が救助されたが、1人が死亡した 。
暴風により、木が根こそぎ倒され、建物の屋根が剥がされた。更に電線が切れたことによってグアム島内では全世帯の約98%が停電し、場所によっては24時間降水量が24.5インチ（約620mm）にも達した。5月29日にはジョー・バイデンアメリカ大統領が、今回の台風の被害についてアメリカ合衆国連邦緊急事態管理庁（FEMA）の支援対象とすることを承認した。
グアムではこの台風で交通にも影響を与えた。グアムを発着する旅客機が欠航や遅延が後を絶たず、現地に滞在していた観光客が帰国できないなどの影響も出た。

## 各地の風速
6月1日に沖縄県竹富町大原で最大瞬間風速30.1m/sを、与那国町所野では最大瞬間風速27.8m/s、石垣市盛山で最大瞬間風速25.7m/sを観測し、いずれも6月の観測史上最大となった。
| 最大瞬間風速   |              |         |
| 地点           | 最大瞬間風速 | 観測日  |
| 南城市糸数     | 32.9m/s      | 6月1日  |
| うるま市宮城島 | 32.7m/s      | 6月1日  |
| 渡名敷村渡名敷 | 31.8m/s      | 6月1日  |
| 石垣市盛山     | 31.4m/s      | 5月31日 |
| 那覇市那覇     | 31.3m/s      | 6月1日  |
| 宮古島市宮古島 | 31.0m/s      | 5月31日 |
| 石垣市石垣島   | 30.5m/s      | 5月31日 |
| 渡嘉敷村渡嘉敷 | 30.4m/s      | 6月1日  |
| 石垣市伊原間   | 30.5m/s      | 5月31日 |
| 南大東村南大東 | 30.3m/s      | 6月2日  |
| 竹富町大原     | 30.1m/s      | 6月1日  |
| 名護市名護     | 29.3m/s      | 6月1日  |
| 那覇市安次嶺   | 29.3m/s      | 6月1日  |
| 宮古島市下地島 | 29.3m/s      | 5月31日 |
| 那覇市鏡原     | 28.8m/s      | 5月31日 |
| 与那国町所野   | 27.8m/s      | 6月1日  |
| 国頭村奥       | 27.5m/s      | 6月2日  |
| 久米島町久米島 | 26.4m/s      | 6月1日  |
| 北大東村北大東 | 26.2m/s      | 6月2日  |
| 石垣市伊原間   | 26.1m/s      | 5月31日 |
| 竹富町波照間   | 26.1m/s      | 5月31日 |
| 久米島町北原   | 25.2m/s      | 6月1日  |
| 多良間村仲筋   | 24.2m/s      | 5月31日 |
| 竹富町西表島   | 23.6m/s      | 5月31日 |
| 伊是名村伊是名 | 22.7m/s      | 6月1日  |